# Éditions du Ricochet
Pour les articles homonymes, voir Ricochet.
Les Éditions du Ricochet sont une maison d'édition française indépendante de littérature d'enfance et de jeunesse. Elle a été fondée en 1995 par Marguerite Tiberti et reprise en 2017 par Natalie Vock-Verley. Son siège est situé à Tourtour dans le Var.

## Historique
Fondée en 1995 à Nice par Marguerite Tiberti, elle a d'abord publié des romans collectifs, de la poésie pour adultes, des romans d'auteurs et des livres jeunesse pour finir par se spécialiser dans ce dernier domaine. En 2009, avec l'arrivée de Natalie Vock-Verley, les Éditions du Ricochet ont ouvert un bureau à Meudon. Au rythme de 20 nouveautés par an, le catalogue de la maison est aujourd'hui principalement orienté vers les albums documentaires pour les enfants.
La maison propose aussi des expositions itinérantes.

## Le catalogue

### Les collections
- Éveil Nature : des albums thématiques pour une initiation à la nature et aux sciences. À partir de 3 ans[3].
- Grands albums Nature : de grands albums à mi-chemin entre le documentaire et la poésie. À partir de 4 ans[4] .
- Un peu, beaucoup... : des albums expliquant des notions complexes aux enfants. À partir de 4 ans.
- Une vie : des albums pour découvrir les modes de vie des animaux. À partir de 4 ans[5].
- Les pieds sur Terre... : des albums pour cuisiner, jardiner, bricoler... dans le respect de l'environnement. À partir de 6 ans.
- Je sais ce que je mange : des albums pour connaître l'origine et l'utilisation des ce que l'on mange. À partir de 6 ans[6].
- Shebam ! : des albums pour une initiation à la musique à travers différents instruments. À partir de 6 ans[7].
- Je connais mon corps : des albums thématiques sur le corps humain. À partir de 6 ans[8].
- Ohé la science ! : des albums thématiques sur la nature et les sciences. À partir de 6 ans.
- Vous êtes ici : des livres thématiques pour découvrir un pays et sa culture grâce à un monument naturel. À partir de 12 ans[9] .
- POCQQ : des livres pour expliquer des sujets d'actualité aux adolescents. À partir de 12 ans[10].

### Quelques titres connus
• Le Voyage du pollen, Mi Gyeong-Kim et Yeong-Rim Lee 
• Sous mes pieds, Emmanuelle Houssais

### Quelques auteurs et illustrateurs

#### Quelques auteurs et autrices
- Anne-Claire Lévêque
- Françoise Laurent
- Marie Lescroart
- Michel Francesconi
- Florence Pinaud
- Fabrice Nicot
- Sandrine Dumas-Roy

#### Quelques illustrateurs et illustratrices
- Alicia Quillardet
- Chloé du Colombier
- Capucine Mazille
- Chiara Dattola
- Emilie Vanvolsem
- Emmanuelle Houssais
- Nicolas Gouny
- Sébastien Chebret
- Céline Manillier